# 绛芸轩
绛芸轩，小说《红楼梦》中贾宝玉搬进大观园之前在贾府居住的房子。初见于第八回，宝玉将自己的住所命名为“绛芸轩”，早起让晴雯研墨，自书“绛芸轩”三字，嘱咐晴雯贴于门斗。宝玉摔茶杯，要撵走李嬷嬷，就发生在这里。